# 雫 (藍坊主の曲)
「雫」（しずく）は、日本のバンド藍坊主のインディーズ1枚目のシングルである。2003年8月6日発売。発売元はBUDDY RECORDS。

## 概要
- 初となるシングル。
- PV監督はモリ★カツ。

## 収録曲
1. 雫(3:45)
作詞・作曲：佐々木健太
2. 冒険風(3:55)
作詞・作曲：藤森真一
  - この中では唯一ヒロシゲブルーに収録されなかった曲。
3. 殴れ(2:28)
作詞・作曲：佐々木健太
4. おもいでの声(3:50)
作詞・作曲：藤森真一

## 収録アルバム

### 雫
- オリジナル『ヒロシゲブルー』（2004年5月12日）

### 冒険風
- オリジナル『ココーノ[Disc 2](初回盤のみ)』（2014年12月10日）

### 殴れ
- アルバムバージョン『ヒロシゲブルー』（2004年5月12日）

### おもいでの声
- オリジナル『ヒロシゲブルー』（2004年5月12日）